# Polish-Jewish Studies
Polish-Jewish Studies – rocznik wydawany od 2020 roku w Instytucie Pamięci Narodowej. Czasopismo jest wydawane w języku polskim i angielskim. 

## Historia
Czasopismo publikujące prace naukowe w języku angielskim i polskim z zakresu dyscyplin humanistycznych i społecznych. Artykuły są poświęcone relacjom polsko-żydowskim oraz dziejom społeczności żydowskiej na ziemiach polskich w XX w. Celem periodyku jest prezentacja ogólnopolskich, zagranicznych i regionalnych badań oraz zapoznanie czytelników z działaniami IPN na rzecz zachowania pamięci o Żydach polskich. Dwujęzyczność artykułów ma zapewnić szeroki krąg odbiorców, czasopismo ma stać się platformą do naukowej analizy stosunków polsko-żydowskich i dyskusji na ten temat. 
Periodyk składa się z trzech działów: „Studia”, „Recenzje/Polemiki” oraz „Kronika”. Artykuły publikowane w czasopiśmie podlegają procesowi recenzji. Czasopismo otrzymało 20 punktów (MENiS). Instytut Pamięci Narodowej udostępnia czasopismo w formie książkowej oraz online.
Pierwszy numer periodyku został zaprezentowany podczas konferencji prasowej 21 stycznia 2021 r. w Centrum Edukacyjnym IPN im. Janusza Kurtyki „Przystanek Historia” w Warszawie. 